# Wrike
Wrike, Inc. est un fournisseur privé d'accès internet de gestion de projet basé à Mountain View, en Californie. Le produit primaire de Wrike (qui a pour nom Wrike, également) est un outil sur internet - de logiciel en tant que service ou software as a service (SaaS) - pour la gestion de projet et la collaboration de travail. Il permet à ses utilisateurs de gérer et suivre les projets, les délais, les horaires, et d'autres processus nécessaires au flux de travail. Il leur permet aussi de collaborer l'un avec l'autre. Le logiciel est disponible en Anglais, Français, Espagnol, Allemand, Portugais, Italien, Japonais et Russe. L'objectif primaire du logiciel est d'aider à profiler le flux de travail et de permettre aux entreprises de se focaliser sur les tâches essentielles,.

## Historique
Wrike a été fondé en 2006 par Andrew Filev. Initialement, Filev a financé l'entreprise avant d'obtenir l'aide financière d'un investisseur plus tard. Wrike a sorti la version bêta du produit en décembre 2006. Le produit était intégré initialement avec email, permettant aux utilisateurs de suivre les horaires, les délais, et les tâches via des messages électroniques,. En juin 2007, l'entreprise a sorti une version complète et professionnelle du logiciel. Ce dernier permettait l'intégration d'email à deux, offrait 9 groupes aidant au flux de travail (par exemple: Clients, Par Projet, Personnel, etc.), et accueillait entre 5 et 50 utilisateurs à tout moment. En août 2008, Wrike a sorti une version "entreprise" du logiciel qui a compris la capacité de créer des tâches basées sur la table de Gantt,.
En 2009, Wrike a synchronisé les tâches avec les appareils Android de Google et les appareils Windows Mobile. En 2010, Wrike a intégré ses services avec Google Docs. Plus tard cette année, le logiciel a également ajouté un flot d'activité qui a offert la mise à jour des nouvelles en temps réel et l'option de chat. En octobre 2010, Wrike a sorti une nouvelle version du logiciel avec une fonction sociale intégrée. La nouvelle version a conservé le flux d'activité et a ajouté d'autres fonctions sociales comme le "Dashboard" et la fonction de "Follow". En décembre 2010, Wrike a sorti une interface de programmation (API), permettant aux développeurs de créer leurs propres logiciels pour synchroniser avec le système de Wrike.
En 2011, Wrike a sorti des logiciels pour l'iPhone, l'iPad, et les appareils BlackBerry. Le logiciel a été gratuit pour les utilisateurs de Wrike. Ils ont aussi intégré le logiciel avec le Google Apps Marketplace et Jive en 2011. En mai 2012, l'entreprise a sorti une version gratuite du logiciel pour le navigateur. Cette dernière a permis aux utilisateurs de créer et d'assigner des tâches , les marquer comme complètes, et d'attacher des fichiers (entre d'autres fonctions). Wrike a récolté 1 million dollars de financement des investissements Anglaises TMT en juin 2012. À ce temps là, Wrike a compté Capgemini, Kraft Foods, Salesforce.com, et Holiday Inn parmi ses clients. 
En septembre 2012, Wrike a intégré un éditeur de textes collaboratif en temps réel à son logiciel. Le mois suivant, ils ont sorti un plugin (module) pour Apple Mail, leur premier produit pour Mac OS. En novembre de cette année, Wrike a sorti des versions mises à jour pour Android, iOS, et des logiciels pour le navigateur. Les logiciels d'Android et d'iOS étaient équipés avec une chronologie interactive (en forme de tables de Gantt) qui a été commun sur le navigateur en mars 2013.
En octobre 2013, Wrike a garanti 10 millions de dollars dans un investissement de financement de Bain Capital. Ils ont lancé après un nouveau plateforme "Entreprise" visant les commerces plus grand, en décembre 2013. En 2014, Wrike a ajouté des outils qui aident au flux de travail et des options de personnalisation du plateforme du logiciel,. En mai 2015, l'entreprise a gardé 15 millions dollars dans une nouvelle série de financement. Les investisseurs comprenaient Scale Venture Partners, DCM Ventures, et Bain Capital. En ce temps-là, Wrike avait 14 000 clients, 400 employés, et 30 nouveaux utilisateurs chaque mois,.

## Logiciel
Wrike est un logiciel collaboratif de gestion de projet crée pour gérer le flux de travail pour des entreprises et des organisations de tailles variantes. Le logiciel est offert en 3 versions différentes: Gratuite, Professionnelle, et Entreprise. La version Gratuite offre la capacité de créer, assigner des tâches, les marquer comme complètes et attacher des fichiers. Elle permet l'utilisation du service à un nombre illimité de collaborateurs, tandis que 5 "power users" peuvent créer, assigner et accéder les tâches . La version Professionnelle offre un accès aux tables de Gantt, "time-tracking", une interface glisser-poser, compatibilité API, et d'autres,. La version Entreprise offre des données en temps réel, une analyse et la capacité d'assigner des utilisateurs en groupes multiples de travail spécifié (parmi d'autres fonctions). Wrike peut également être trouvé sur iOS et Android.
Presque toutes les versions du logiciel présentent un flux d'activité qui met les utilisateurs à jour à propos des activités effectuées par les autres utilisateurs dans les groupes de travail spécifiés. Les fonctions sociales sont également intégrés dans le logiciel de Wrike. Ce dernier est aussi intégré avec un nombre d'autres produits logiciel qui incluent Google Apps, Microsoft Outlook, Microsoft Excel, Microsoft Project, Google Drive, Dropbox, Apple Mail, Box, IBM Connections, et d'autres.

## Fonctionnalités
Wrike fournit des fonctionnalités pour planification des projets, gestion de travail, collaboration efficace et création des rapports de productivité.

## Intégrations avec autres services
Wrike s'intègre à plusieurs services populaires, comme Microsoft Project, Excel, Google Drive, Box, Dropbox, OneDrive, Youtube, Salesforce.com, Jira, Github, Google Calendar et autres.

## Applications similaires
- Asana
- Azendoo
- Bubble Plan
- DropTask
- Gouti solution de gestion de projet
- VisualProjet
- Wimi
- z0 Gravity